# スカイクラッド (バンド)
スカイクラッド（Skyclad）は、イングランド出身のヘヴィメタル・バンド。
フォーク・メタルの、パイオニア的存在に位置付けられているグループの一つ。2001年にボーカルが交代し、それまでのデスヴォイスとは打って変わった柔らかいスタイルとなった。

## 来歴
1990年、マーティン・ウォルキーア（元サバト）とスティーヴ・ラムゼイ（元セイタン、パライア）を中心に結成され、以前よりラムゼイと共に活動してきたグレアム・イングリッシュも加わり、同年のうちにウォルキーアがサバト時代に所属していたノイズ・レコードとの契約を得た。そして、正式ドラマーとして加入したキース・バクスターと、セッション・プレイヤーのヴァイオリン奏者マイク・エヴァンスを加えた編成でデビュー・アルバムの録音に入り、1991年にはアルバム『ザ・ウェイウォード・サンズ・オブ・マザー・アース』を発表。その後、ヴァイオリン奏者のフリーザ・ジェンキンスとセカンド・ギタリストのデイヴ・ピューが正式メンバーとして加入した。
アルバム『ザ・サイレント・ホエールズ・オブ・ルナ・シー』（1995年）より、その後長きにわたりバンドを支えるフィドル奏者のジェオルジーナ・ビドルが加入するが、同作の制作後、バクスターとピューがバンドを脱退し、バクスターは3・カラーズ・レッドに加入した。そして、バンドは新メンバーを補充せず、セッション・ドラマーのポール・スミスを起用して、マサカー・レコード移籍第1弾アルバム『イラショナル・アンセムズ』（1996年）を制作した。
1998年、バンドの全アルバムをプロデュースしてきたケヴィン・リドリーが正式メンバーとして加わった。2000年にはニュークリア・ブラストへ移籍するが、2001年1月にオリジナル・ボーカリストのウォルキーアが脱退を表明し、それに伴いリドリーがギターだけでなくリード・ボーカルも担当するようになった。
2014年にはセカンド・ギタリストのデイヴ・ピューが正式に復帰したが、2015年には活動を休止し、2016年2月よりニュー・アルバム制作のため再結集した。そして2017年4月、9年ぶりの新作『Forward into the Past』をリスナブル・レコードからリリースした。

## メンバー

### 現ラインナップ
- ケヴィン・リドリー (Kevin Ridley) - ボーカル (2001-)、ギター (1998- )
プロデューサーとして、バンド結成当初から参加していた。
- スティーヴ・ラムゼイ (Steve Ramsey) -  ギター (1990- )
- デイヴ・ピュー (Dave Pugh) - ギター (1992-1995, 2014- )
- グレアム "ビーン" イングリッシュ (Graeme English) - ベース (1990- )
- アーロン・ウォルトン (Arron Walton) - ドラムス (2001- )
- ジェオルジーナ・ビドル (George Biddle) - ヴァイオリン、キーボード、ピアノ (1994- )

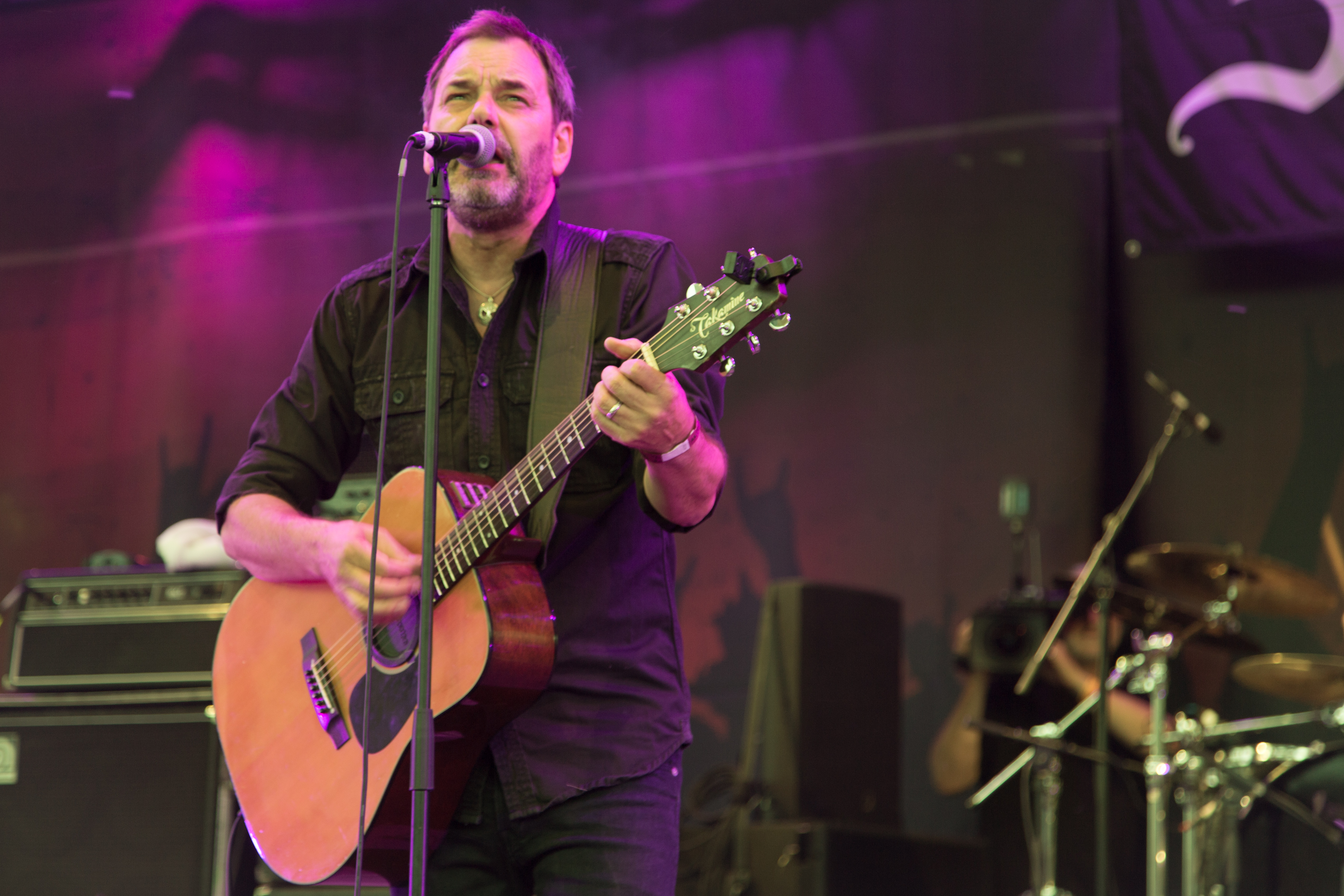
ケヴィン・リドリー(Vo/G) 2017年
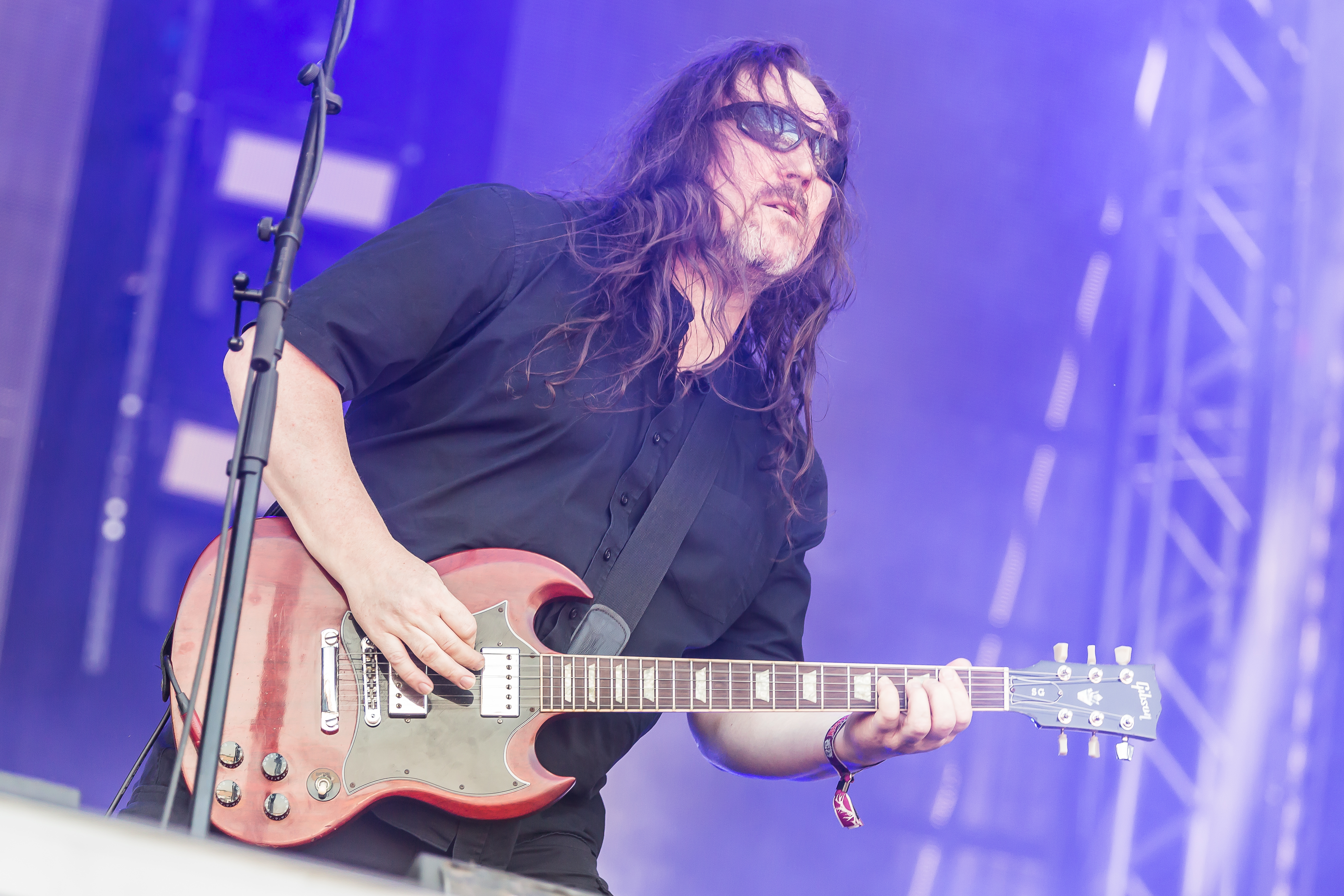
スティーヴ・ラムゼイ(G) 2018年
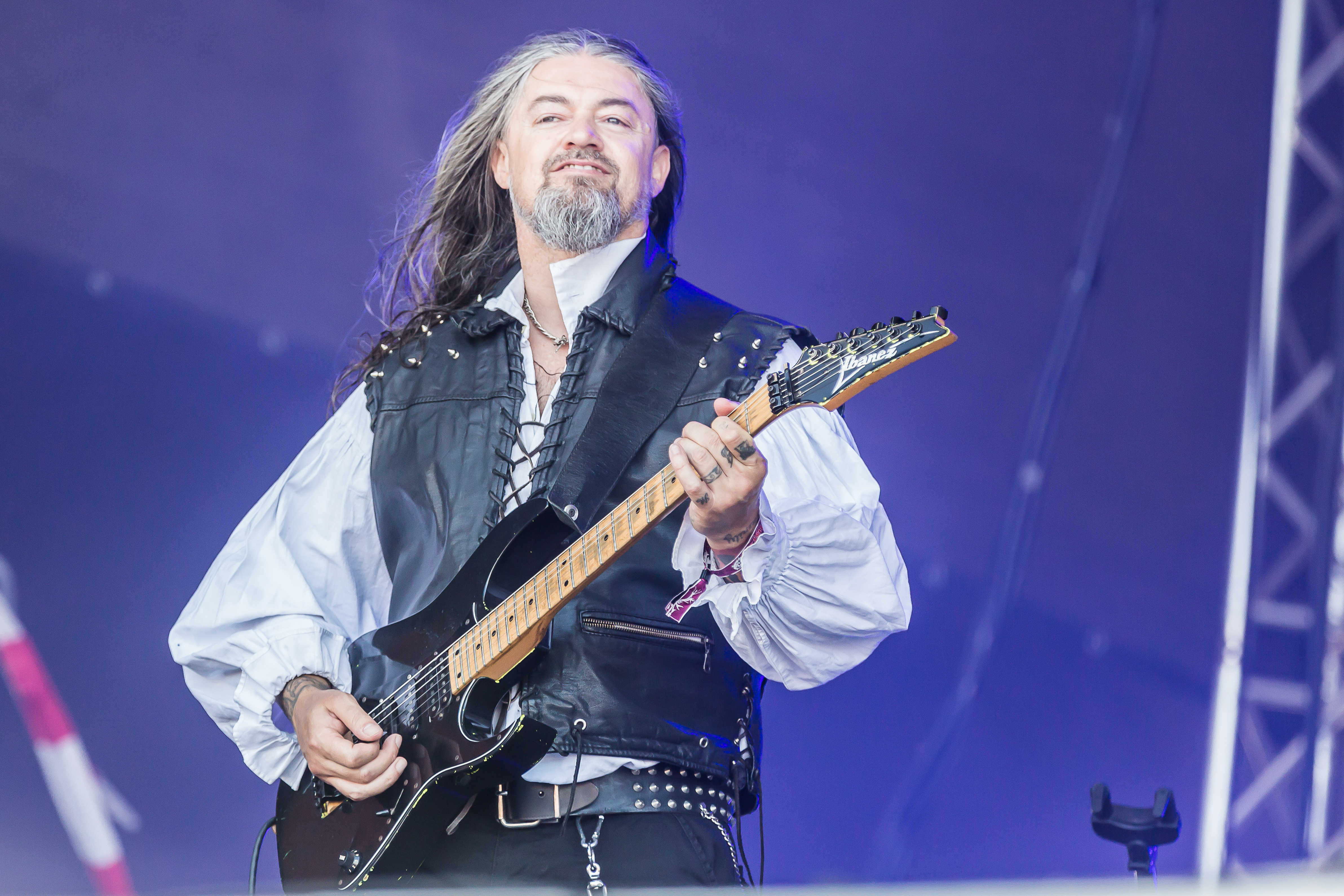
デイヴ・ピュー(G) 2018年
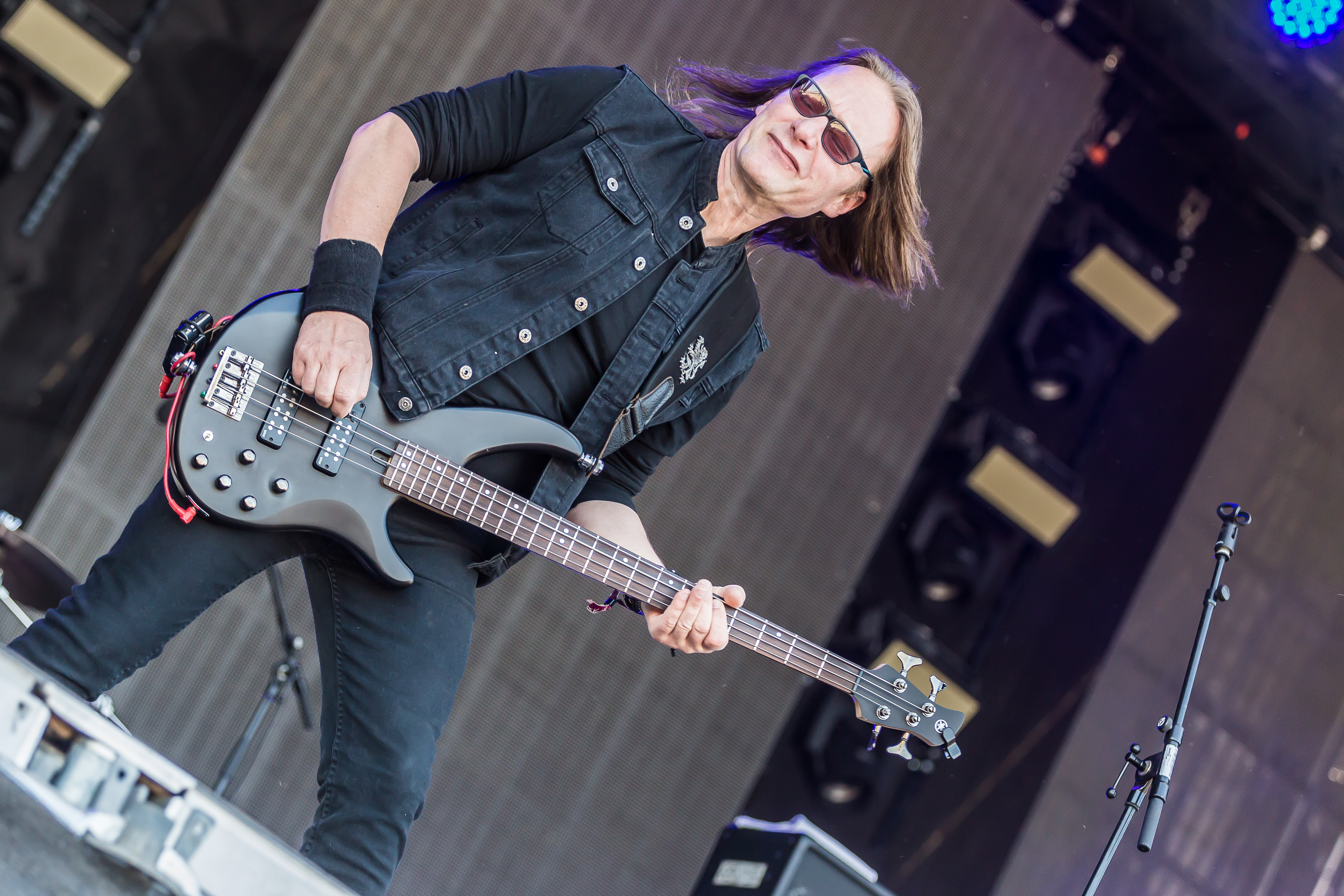
ビーン・イングリッシュ(B) 2018年
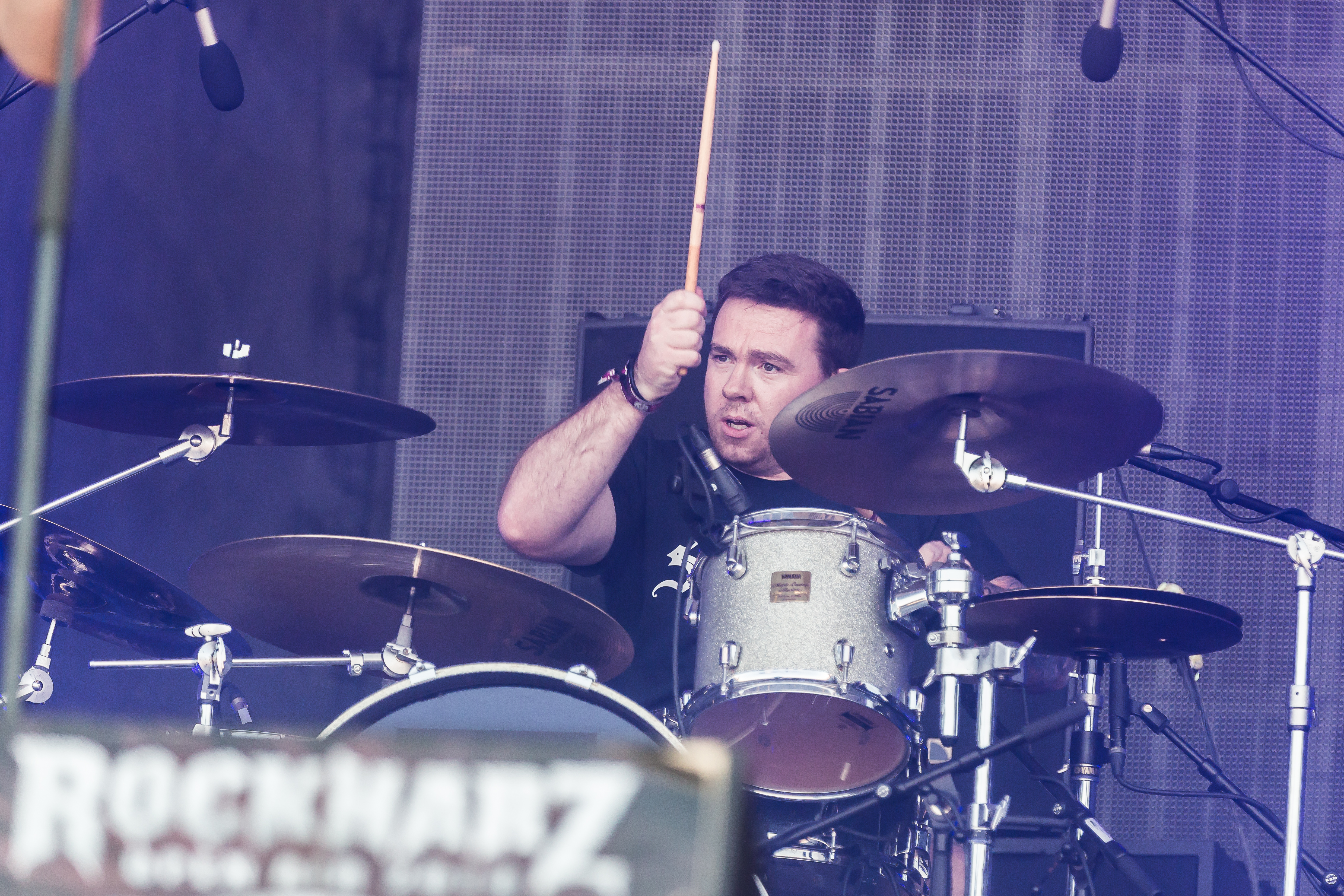
アーロン・ウォルトン(Ds) 2018年
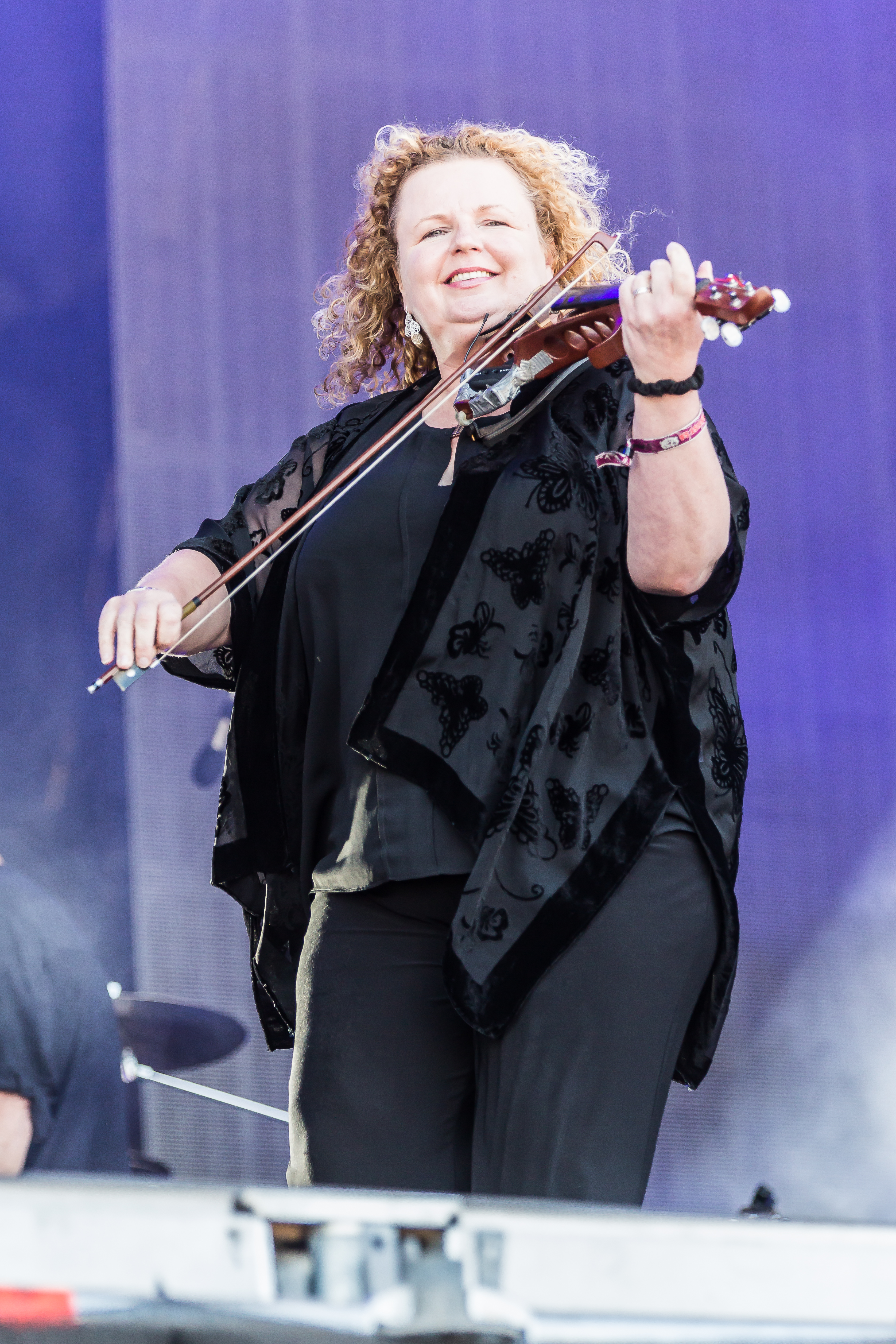
ジェオルジーナ・ビドル(Vin) 2018年

### 旧メンバー
- ジェイ・グラハム (Jay Graham) - ドラムス (1998-2001)
- マーティン・ウォルキーア (Martin Walkyier) - ボーカル (1990-2001)
在籍時は、作詞も担当していた。
- ニック・アコンズ (Nick Acons) - ギター、ヴァイオリン (1997)
- ジョン・レオナルド (John Leonard) - フルート、マンドリン (1997)
- ミッチ・オールドハム (Mitch Oldham) - ドラムス (1997)
- ポール・アトキンソン (Paul A.T. Kinson) - ドラムス (1996-1997)
- キース・バクスター (Keith Baxter) - ドラムス (1990-1995)
- フリーザ・ジェンキンス (Fritha Jenkins) - ヴァイオリン、マンドリン、キーボード (1991-1993)
- キャス・ハウエル (Catherine Howell) - ヴァイオリン (1994)

### セッションメンバー
- マイク・エヴァンス (Mike Evans) - ヴァイオリン (1990-1991)
- デニー・ポーター (Danny Porter) - ギター (1991)
- ジェド・ドーキンズ (Jed Dawkins) - ドラムス (1995)
- デイヴ・レイ (Dave Ray) - ギター (1995)
- デイヴ・ムーア (Dave Moore) - ギター (1996)
- ポール・スミス (Paul Smith) - ドラムス (1996)

## ディスコグラフィー

### スタジオ・アルバム
- 『ザ・ウェイウォード・サンズ・オブ・マザー・アース』 - The Wayward Sons of Mother Earth (1991)
- 『バーント・オファリング・フォー・ザ・ボーン・アイドル』 - A Burnt Offering for the Bone Idol (1992)
- 『ヨナの箱舟』 - Jonah's Ark (1993)
- 『プリンス・オブ・ザ・パヴァティ・ライン』 - Prince of the Poverty Line (1994)
- 『ザ・サイレント・ホエールズ・オブ・ルナ・シー』 - The Silent Whales of Lunar Sea (1995)
- 『イラショナル・アンセムズ』 - Irrational Anthems (1996)
- Oui Avant-Garde á Chance (1996)
- 『ジ・アンサー・マシーン?』 The Answer Machine? (1997)
- Vintage Whine (1999)
- Folkémon (2000)
- A Semblance of Normality (2004)
- 『イン・ジ…オール・トゥゲザー』 In the... All Together (2009)
- Forward into the Past (2017)

### コンピレーション・アルバム、ライブ・アルバム
- Old Rope - コンピレーションアルバム (1996)
- Poetic Wisdom - コンピレーションアルバム (ギリシャツアーのために限定でリリース) (2001)
- Another Fine Mess - ライブアルバム (2001)
- Live at the Dynamo - コンピレーション/ライブ アルバム (2002)
- History Lessens - コンピレーション (2002)
- No Daylights... Nor Heel Taps - コンピレーション/再レコーディング アルバム (2002)

### シングル・EP
- Tracks from the Wilderness - EP (1992)
- Thinking Allowed? - シングル (1993)
- Outrageous Fourtunes - 限定版 EP (1998)
- Classix Shape - 限定版 EP (1999)
- Swords of a Thousand Men - シングル (2001)
- Jig-a-Jig - 限定版 EP (2006)